# Treffiagat
Treffiagat (tiếng Breton: Triagad) là một xã của tỉnh Finistère, thuộc vùng Bretagne, miền tây bắc Pháp.

## Dân số
Người dân ở Treffiagat được gọi là Treffiagatistes.